# William S. Coffey
William Shipley Coffey (27 octobre 1883 - 25 décembre 1958) était un avocat, homme politique et juge américain de New York.

## Biographie
Coffey est né le 27 octobre 1883 à Eastchester, New York, fils du révérend William Samuel Coffey et d'Henrietta Kellogg. Son père était le recteur de l'église Saint Paul d'Eastchester.
Coffey a fréquenté la Trinity School à New York. Il a ensuite fréquenté la Mount Vernon High School, dont il est sorti diplômé en 1902. Plus tard cette année-là, il est allé à l'Université de New York, où il a obtenu un B.A. en 1906. Il s'inscrit ensuite à la faculté de droit de l'université de New York, où il obtient un LL.B. en 1907. Il a été admis au barreau plus tard cette année-là, et en 1908, il a été admis comme avocat et défenseur dans les tribunaux de district des États-Unis. Cette dernière année, il a ouvert un cabinet d'avocats à Mount Vernon. En 1920, il a déménagé son bureau à New York. Après la nomination de Francis A. Winslow comme juge des États-Unis, Coffey forme avec l'ancien partenaire de Winslow un cabinet appelé Budd & Coffey.
Coffey a été greffier du comité général du Sénat de l'État de New York en 1909, ainsi que secrétaire du sénateur d'État J. Mayhew Wainwright en 1909. Plus tard cette année-là, il est élu à l'Assemblée de l'État de New York en tant que républicain, représentant le 2e district du comté de Westchester. Il siège à l'Assemblée en 1910,1911, 1912, 1915,1916,et 1917. En 1917, il est nommé secrétaire du Conseil industriel de l'État, poste qu'il occupe de 1918 à 1919. En 1924, il a été nommé juge municipal par intérim de Mount Vernon. Il a exercé les fonctions de juge jusqu'en 1932, date à laquelle il a été élu trésorier du comté de Westchester. Il occupe cette fonction jusqu'en 1939, date à laquelle le poste est supprimé.
Coffey était membre du comité républicain du comté, secrétaire du comité républicain de la ville de Mount Vernon et président de l'association des anciens élèves du lycée de Mount Vernon. Il était membre de Delta Upsilon, des Elks, et du 10e régiment de la Garde nationale de New York. Il fréquentait l'église épiscopale protestante de St. Paul. En 1912, il a épousé Alice Becker de Kingston.
Coffey meurt d'une crise cardiaque alors qu'il attend un train à la gare de Larchmont le 25 décembre 1958. Il est enterré au cimetière de l'église Saint-Paul à Mount Vernon.